# Remus von Woyrsch
Martin Wilhelm Remus von Woyrsch, född den 4 februari 1847 på godset Pilsnitz vid Breslau, död där den 6 augusti 1920, var en tysk general.
von Woyrsch inträdde 1866 i krigstjänst vid 1:a gardesregementet till fot och gjorde med detta kriget mot Österrike. Officer 1867, överfördes von Woyrsch 1882 som kapten till generalstaben, som han med ett avbrott tillhörde till 1896, då han förflyttades som chef till gardesfysiljärregementet. Chef för 12:e infanteridivisionen 1901 och för 6:e armékåren 1904, blev von Woyrsch 1906 general av infanteriet och lämnade 1911 aktiv tjänst. Vid krigsutbrottet 1914 kallades von Woyrsch åter till verksamhet, som chef för schlesiska lantvärnskåren, med vilken han tryggade Schlesiens gräns. Vid första anfallet in i Polen oktober 1914 bildades av lantvärnskåren och andra trupper en arméavdelning under von Woyrschs befäl, vilken mellan de österrikiska och tyska stridskrafterna deltog i fortsättningen av kriget mot ryssarna till framryckningens avbrytande 1915 och i det fortsatta ställningskriget. Särskilt tog von Woyrschs trupper verksam del i erövringens av fästningen Ivangorod i augusti 1915 och i avvisandet av de ryska anfallen vid Baranovitji i juni och juli 1916. von Woyrsch övertog i slutet av augusti samma år hertig Leopolds av Bayern armégrupp och bibehöll med denna sin plats i främsta linjen. von Woyrsch, som under tiden blivit generalöverste, återgick, med generalfältmarskalks grad, efter krigets slut till skötseln av sitt gods i Schlesien.